# グリセルディス (小惑星)
グリセルディス (493 Griseldis) は小惑星帯に位置する小惑星。1902年9月7日、マックス・ヴォルフがハイデルベルク天文台で発見した。
ジョヴァンニ・ボッカッチョの『デカメロン』などに取り入れられた民話 "Patient Griselda" に登場する女性、グリセルダにちなんで名づけられた。